# Lilltjärnen (Töre socken, Norrbotten)
Lilltjärnen är en sjö i Kalix kommun i Norrbotten och ingår i Töreälvens huvudavrinningsområde.